# Im Westen nichts Neues (2022)
Im Westen nichts Neues (internationaler englischer Titel: All Quiet on the Western Front) ist ein Kriegsdrama von Edward Berger. Der Film feierte im September 2022 beim Toronto International Film Festival seine Premiere, kam Ende September 2022 in die deutschen Kinos und Ende Oktober 2022 in das Programm von Netflix. Es handelt sich um die insgesamt dritte und die erste deutsche Verfilmung von Erich Maria Remarques Roman Im Westen nichts Neues aus dem Jahr 1929. Die Rolle von Paul Bäumer wurde in dem Film mit dem österreichischen Schauspieler Felix Kammerer besetzt.
Der Film ist der bisher erfolgreichste deutsche Beitrag bei den Oscars. Für die Oscarverleihung 2023 wurde Im Westen nichts Neues in neun Kategorien nominiert, darunter auch als bester Film (zum ersten Mal überhaupt wurde ein deutscher Film für diese Kategorie nominiert). Ausgezeichnet wurde das Kriegsdrama schließlich mit vier Oscars in den Kategorien bester internationaler Film, beste Kamera (James Friend), beste Filmmusik (Volker Bertelmann alias Hauschka) und bestes Szenenbild (Christian M. Goldbeck und Ernestine Hipper). Er ist damit einer von bislang vier nicht englischsprachigen Filmen (die weiteren sind Fanny und Alexander (1982), Tiger and Dragon (2000) und Parasite (2019)), die mit vier Oscars ausgezeichnet wurden.
Zuvor gewann der Film bereits bei den British Academy Film Awards 2023 in sieben Kategorien, unter anderem als bester Film und für die beste Regie.

## Handlung
Während des Ersten Weltkrieges kommt es auf einem Schlachtfeld an der Westfront zum Tod eines Soldaten namens Heinrich. Er findet in einem Massengrab seine letzte Ruhe. Uniform und Stiefel werden ihm vorher ausgezogen, von Schneiderinnen notdürftig geflickt und nach Deutschland zurückgeschickt, damit ein anderer Soldat sie tragen kann. Der junge Soldat, der diese Uniformteile erhalten wird, heißt Paul Bäumer.
Nach den patriotischen Reden ihres Lehrers haben sich der 17-jährige Paul Bäumer und seine Freunde Albert, Ludwig und Franz im Frühjahr 1917 freiwillig zum Kriegsdienst gemeldet. Paul hat hierfür die Einverständniserklärung seiner Eltern gefälscht. Bei ihrem Dienst für das deutsche Kaiserreich werden die jungen Männer im Grabenkrieg an der Westfront eingesetzt. Nach der Verlegung in das nordfranzösische La Malmaison wird ihr Patriotismus auf die Probe gestellt, als sie die Schrecken dieses Krieges erleben.
Im Schützengraben freunden sich die Jungen mit Stanislaus „Kat“ Katczinsky an, der bereits Kampferfahrung hat und den jungen Soldaten wichtige Ratschläge gibt. Er nimmt Paul unter seine Fittiche und wird für ihn zum Vorbild. Ein anderer, ebenfalls kampferfahrener Kamerad namens Tjaden warnt sie vor einem unmittelbar bevorstehenden Angriff der Franzosen. Als dieser kommt, findet sich Paul bald unter Trümmern begraben. Als er wieder zu sich kommt, muss er seinen getöteten Kameraden ihre Erkennungsmarken abnehmen. Unter den gefallenen Soldaten befindet sich auch sein Freund Ludwig. Paul ist am Boden zerstört.
Im weiteren Verlauf müssen Paul und seine Kameraden immer wieder sinnlose Angriffe gegen die französischen Stellungen laufen, bei denen nach und nach alle seiner Schulfreunde fallen. Während eines Angriffs sieht Paul, wie Albert sich den ihn umkreisenden französischen Soldaten ergibt, aber von diesen mit einem Flammenwerfer verbrannt und erschossen wird. Im Nahkampf in einem Bombentrichter tötet er einen französischen Soldaten mit bloßen Händen, was er jedoch nachträglich sehr bereut. Auch Tjaden wird schwer verletzt und nimmt sich im Beisein von Paul und Katczinsky im Lazarett das Leben.
Als auch für die Soldaten das Ende des Krieges absehbar wird, stehlen Paul und Katczinsky auf einem Bauernhof Nahrungsmittel. Im Nachgang stellt der kindliche Sohn des Bauern Katczinsky und schießt ihm in den Bauch. Paul glaubt, die Verletzung sei nicht sehr schlimm, und trägt Katczinsky in ein Lazarett. Dort wird jedoch festgestellt, dass Katczinsky bereits gestorben ist.
Unterdessen bemühen sich deutsche Unterhändler, einen Waffenstillstand mit den Alliierten auszuhandeln. Der Zentrumspolitiker Matthias Erzberger sieht sich bei den Verhandlungen dem französischen Marschall Ferdinand Foch gegenüber, der zu keinen Kompromissen bereit ist. Erzberger versucht General von Winterfeldt zum Einlenken zu bewegen, der ein Verfechter des Wahlspruchs „Für Kaiser, Gott und Vaterland“ ist. Daher will der General unbedingt bis zum Ende durchhalten und niemals aufgeben, weil er dies als Verrat erachtet. Erzberger steht dabei unter extremem Druck, denn er hat nur 72 Stunden Zeit, einen Waffenstillstand zu unterzeichnen. Mit Hindenburgs Einverständnis unterschreibt er den Waffenstillstand letztendlich.
Da der fanatische General Friedrichs den Krieg unbedingt mit einer siegreichen Schlacht beenden möchte, befiehlt er noch am 11. November 1918, kurz vor Wirksamkeit der Waffenruhe um 11 Uhr, einen Angriff auf die französische Stellung, bei dem Paul Bäumer nur wenige Sekunden vor Eintreten des Waffenstillstands im Nahkampf mit einem Bajonett lebensgefährlich verletzt wird. Ein junger Rekrut sammelt kurz darauf die Erkennungsmarken der gefallenen deutschen Soldaten ein. Unter ihnen ist auch Paul Bäumer, der seiner schweren Verwundung erlegen ist.

## Produktion

### Literarische Vorlage, Produktionskosten und Filmstab
„In Deutschland, vielleicht anders als in anderen Ländern, gehen wir viel kritischer mit unserer eigenen Geschichte um. Wir betrachten unsere Geschichte zu Recht kritisch und versuchen sie irgendwie zu verstehen, zu verarbeiten. Wir stehen dem Militär sehr kritisch gegenüber. Das bereitet gerade dem Krieg in der Ukraine Probleme, denn Waffen in ein anderes Land zu schicken oder überhaupt in einen Krieg einzugreifen, ist in Deutschland höchst umstritten. Es wäre für mich entsetzlich, wenn irgendein Land diesen Film als Entschuldigung für das Vorgehen deutscher Soldaten im Krieg sehen würde.“

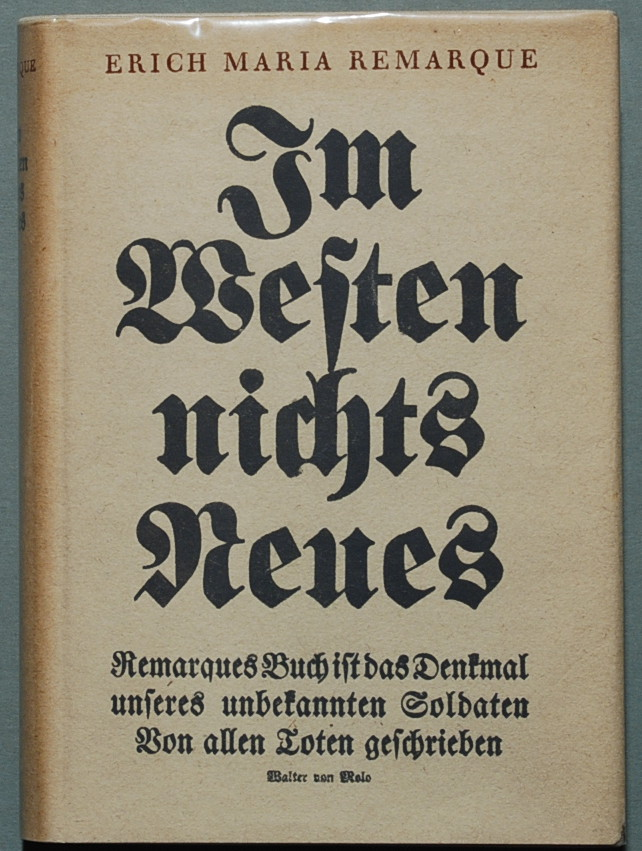
Der Film basiert auf dem Roman Im Westen nichts Neues aus dem Jahr 1929

Der Film, eine von Netflix in Auftrag gegebene Produktion beim Studio Amusement Park, basiert auf dem Roman Im Westen nichts Neues von Erich Maria Remarque aus dem Jahr 1929.
Dieser wurde 1933 von den Nazis verboten und wegen seiner „verräterischen“ und entschieden unheroischen Darstellung des Krieges verbrannt.
Zu diesem Zeitpunkt war der deutsche Schriftsteller bereits in die Schweiz ausgewandert.
Nachdem die Geschichte von Remarque 1928 in der Vossischen Zeitung erschienen war, wurde sie im Januar 1929 als Buch veröffentlicht und avancierte schnell zum Bestseller. Im März 1929 wurde es ins Englische übersetzt und im folgenden Jahr in einen Oscar-prämierten Hollywood-Film adaptiert. Bei der deutschen NSDAP fand die Empathie des Romans für einen vermeintlichen Feind jedoch keinen Anklang, während ihn Kritiker weltweit als „pazifistische Kriegsanklage“ feierten.
So dramatisch Remarque die Kriegswirren schilderte, kämpfte er selbst nur kurz an der Front. Als Schüler wurde er 1916 in den Krieg eingezogen, aber bald darauf verwundet und in ein Lazarett verlegt. Dort hörte er sich die Geschichten der anderen schwerverletzten Soldaten an und machte sich Notizen, die später in seinem weltberühmten Roman verarbeitet wurden. Um den Umsatz anzukurbeln, behauptete Remarque, alle Ereignisse selbst erlebt zu haben.
Regie führte Edward Berger. Für die Produktion gab Netflix 20 Millionen US-Dollar frei. Gemeinsam mit Lesley Paterson und Ian Stokell adaptierte er auch Remarques Roman für den Film.
Es handelt sich um die dritte Verfilmung des Stoffes, nach dem Film von 1930 Im Westen nichts Neues von Lewis Milestone und einer Verfilmung für das Fernsehen aus dem Jahr 1979.
Berger war es wichtig, die deutsche Perspektive einzunehmen: „Unser Blick auf den Krieg ist geprägt von Gram und Scham, von Verwüstung und Schuld. Da bleibt nichts Positives, kein Funken Heldenhaftigkeit zurück. Unsere Geschichte, unseren Hintergrund und unsere Einstellung zum Krieg zur Triebfeder eines Films zu machen, empfand ich als eine große Herausforderung.“
Berger war es wichtig, diese singuläre deutsche Perspektive der Zerstörung zu zeigen und welche Narben das hinterlassen hat in den Menschen und in der Welt.
Die Deutschen seien mit dem Horror und dem Verlust aufgewachsen, und Berger hatte keinen Bezug zu heldenhaften Soldaten. „Anders als bei amerikanischen oder britischen Werken kann es bei einem deutschen Kriegsfilm das Gefühl der Glorifizierung nicht geben“, so Berger. „Bei uns dürfen wir keine Heldengeschichte erzählen, es geht immer um Trauer, Scham, Schuld und Terror. Und natürlich gibt es nichts, worauf man stolz sein kann in diesen Kriegen.“

### Besetzung, Dreharbeiten und Filmschnitt

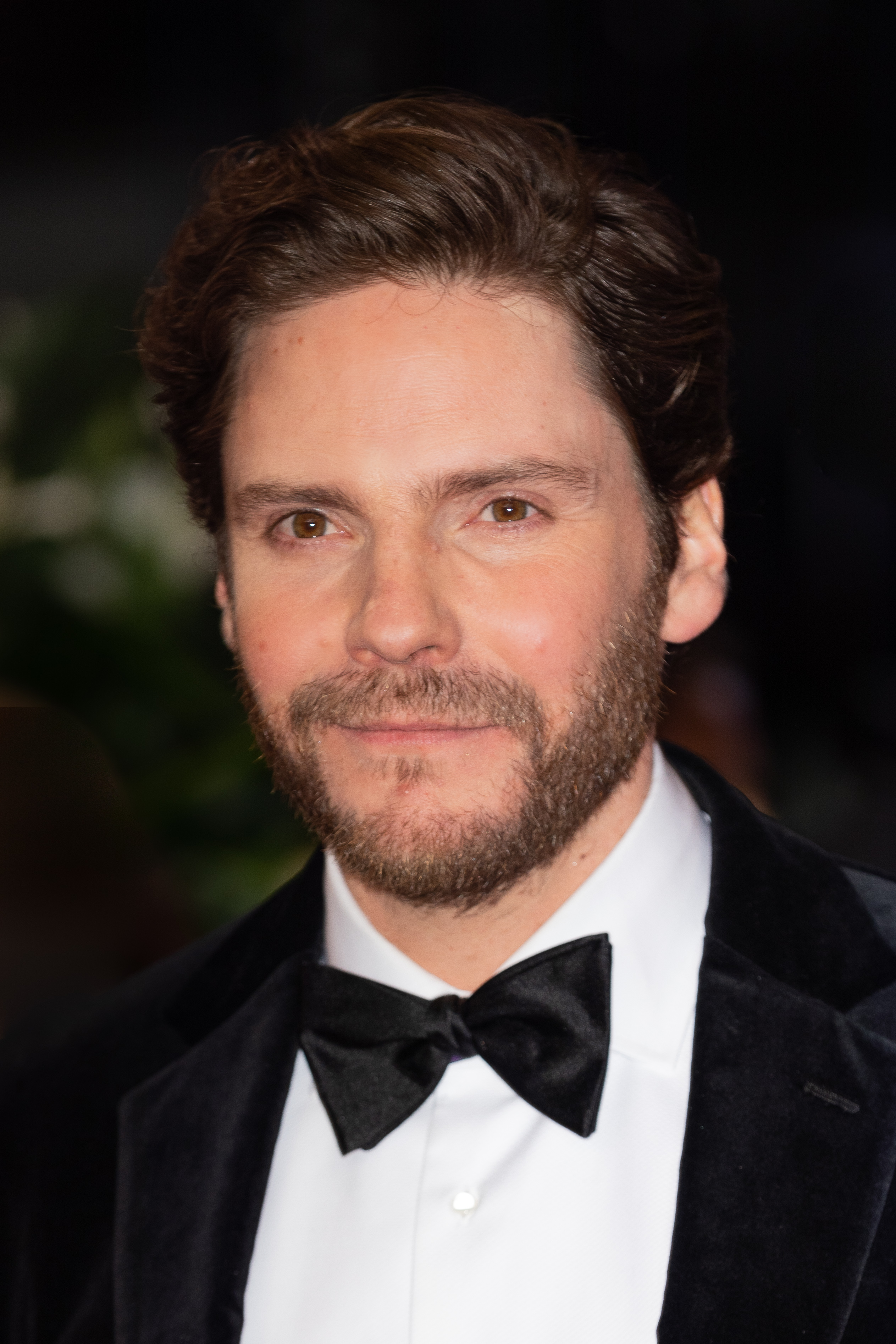
Daniel Brühl spielt Matthias Erzberger, der sich um einen Waffenstillstand bemüht.

Der österreichische Schauspieler Felix Kammerer spielt Paul Bäumer. Die Frau eines der Produzenten des Films, die am Burgtheater in Wien arbeitet, kannte Kammerer und schickte Berger ein Foto von ihm. Nach einem monatelangen Casting, zu dem man auch Kammerer einlud, entschied sich der Regisseur letztlich für die Besetzung mit ihm, dessen altmodisches und unschuldiges Gesicht ihm in Erinnerung geblieben war. Die deutschen Schauspieler Aaron Hilmer und Moritz Klaus sind in den Rollen von Bäumers Freunden Albert Kropp und Franz Müller zu sehen.
Während sich der Roman und frühere Adaptionen ausschließlich auf die Schützengräben und auf den Krieg an der Front konzentrierten, fügte Berger in seinen Film eine zweite Erzählung ein, die der deutschen Diplomaten, die versuchen, einen Waffenstillstand mit der Entente auszuhandeln.
Angeführt werden diese von Matthias Erzberger, der von Daniel Brühl gespielt wird. Der Franzose Thibault de Montalembert spielt General Ferdinand Foch. Albrecht Schuch spielt Paul Bäumers Kameraden in den Schützengräben Stanislaus Katczinsky. In weiteren Rollen sind Edin Hasanović als der für Deutschland kämpfende Soldat Tjaden Stackfleet, Devid Striesow als General Friedrichs, Andreas Döhler als Leutnant Hoppe, Michael Stange, Adrian Grünewald als Ludwig Behm und Sebastian Hülk als Major von Brixdorf zu sehen.
Die Dreharbeiten fanden an 52 Drehtagen vom 9. März bis 24. Mai 2021 statt. Größtenteils drehte man in Tschechien, wo die riesigen Filmsets mit ausufernden Schützengräben und Barackensiedlungen gebaut wurden. In Prag drehte man in den Barrandov-Studios und anderswo in der Stadt.
Weitere Aufnahmen entstanden an verschiedenen Orten im umliegenden Böhmen, so in Milovice, Králův Dvůr, auf der Burg Točník, in Libušín, Vinařice, Benátky nad Jizerou, Lišany, Chotýšany, Luštěnice und den Schlössern Liběchov und Hořín.
Im nahe gelegenen Ústí nad Labem fanden die Dreharbeiten in Žatec, Roudnice nad Labem, Buškovice, Postoloprty, Černochov und im Schloss Brody statt. Aufnahmen entstanden auch auf der Burg Sychrov bei Liberec und im Kloster Chotěšov in der Region Pilsen. Weitere Aufnahmen entstanden in Deutschland und Belgien. Als Kameramann fungierte James Friend, mit dem Berger bereits für die Fernsehserien Patrick Melrose und Your Honor zusammenarbeitete. Der Regisseur arbeitete mit dem Filmeditor Sven Budelmann zusammen, der zuvor für Schachnovelle von Philipp Stölzl tätig gewesen war.

### Szenenbild und Kostüme
Das Szenenbild entwarf Christian M. Goldbeck, der im Sommer 2020 an Bord kam. Letztlich schuf er für die Dreharbeiten ein Schlachtfeld von 400.000 m² Größe mit über 1.500 Metern an Schützengräben.
Die Kostüme wurden von Lisy Christl entworfen. Da sich in den Kostümfundus nicht genügend geeignete Kleidung und die große Menge an Uniformen für die vielen Komparsen fanden, mussten diese von ihr und ihrem Team eigens angefertigt werden. Da hierfür auch nicht genügend Stoff verfügbar war, mussten sie diese zudem selbst weben, auch die Knöpfe anfertigen und die Stiefel machen lassen. Da sich die im Film erzählte Geschichte über einen Zeitraum von 18 Monaten erstreckt, in dem die jungen Rekruten immer weiter dem Grauen der Schützengräben ausgesetzt sind und sich die seelische Abnutzung in den Uniformen widerspiegeln sollte, mussten deren Kostüme zusätzlich in verschiedenen Stadien hergestellt werden.

### Sounddesign und Filmmusik
Für den Ton zeichneten verantwortlich der mehrfach für den Deutschen Filmpreis nominierte Lars Ginzel, Frank Kruse, der mit Ginzel für Tides (2021) zusammengearbeitet hatte, Markus Stemler und Viktor Prášil. „Das Sounddesign ist wie der gesamte Film eine bewusste Zumutung und bietet dem Zuschauer und Zuhörer kaum eine Ruhepause“, so Produzent Malte Grunter.
Die Filmmusik komponierte Volker Bertelmann, der mit Berger zuvor ebenfalls für Patrick Melrose und Your Honor zusammengearbeitet hatte. Er spielte auf dem Harmonium seiner Großmutter, das er restauriert hatte und das seit Jahren in seinem Studio steht.
Das Soundtrack-Album mit insgesamt 24 Musikstücken wurde am 28. Oktober 2022 von Netflix Music als Download veröffentlicht.

### Marketing und Veröffentlichung
Der erste Trailer wurde Anfang September 2022 vorgestellt.
Die Premiere erfolgte am 12. September 2022 beim Toronto International Film Festival.
In Europa wurde Bergers Regiearbeit erstmals Ende September 2022 als Galapremiere auf dem Zurich Film Festival gezeigt.
Die Deutschlandpremiere erfolgte am 27. September 2022 im Berliner Kino International.
Ab 29. September 2022 kam der Film in ausgewählte deutsche Kinos und wurde am 14. Oktober 2022 in Großbritannien und in den USA und am 28. Oktober 2022 weltweit in das Programm von Netflix aufgenommen. Im Januar 2023 wurde er beim Palm Springs International Film Festival gezeigt.
Ende März 2023 wurde der Film als Blu-ray veröffentlicht.

## Themen und Motive

### Remarques Roman im Spiegel der Zeit
Die Geschichte, die Erich Maria Remarque in seinem Roman Im Westen nichts Neues erzählt, ist zwar von eigenen Erlebnissen beeinflusst, jedoch samt allen Figuren fiktiv. Einige Probleme der Charakterzeichnung sind bereits bei Remarque angelegt.
So sind seine Figuren eher „Typen“, deren Austauschbarkeit die entmenschlichenden Mechanismen des Krieges offenlegt. Diese Tendenz verstärkt der Film etwa durch die Auslassung eines Kapitels, in dem Paul seine Familie auf Heimaturlaub besucht. Auch Begegnungen mit militärischen Autoritäten sind im Film auf ein Minimum reduziert. Der Film wirke durch diese Auslassungen geradezu bereinigt von jeglichen Zeitumständen, mit denen sich ein jugendliches Publikum heute nicht mehr identifizieren kann, so Philipp Bühler.
Umgekehrt wurden für die Neuverfilmung Szenen abseits der Schützengräben mit realen Figuren hinzugefügt, so die Friedensverhandlungen von Matthias Erzberger. Durch Entscheidungen wie diese stelle der Film unnötig viele Bezüge zu historischen Ereignissen her und ruiniere so die karge Nüchternheit, die der Witz an dem Roman gewesen sei, so Oliver Camenzind. Stellen, die im Buch nicht vorkommen, seien zudem historisch nicht einmal plausibel.
Fionnuala Halligan von screendaily.com bemerkte, das Weglassen der familiären Elemente des Romans zugunsten eines Blickes von der Front hin zu den Friedensverhandlungen funktioniere gut, um einem langen Film etwas Spannung zu verleihen, und Berger habe die Botschaft aller Kriegsfilme auf die einfachste und direkteste Weise zum Ausdruck gebracht: den Preis an Menschenleben, aber auch an unsere kollektive Menschlichkeit, was angesichts der brutalen Auseinandersetzung in der Ukraine wieder deutlich werde. Konflikte schienen nie zu enden, und die Rolle von Kriegsfilmen habe schon immer darin bestanden, den menschlichen Wunsch zu verarbeiten, „den Feind“ auszulöschen.
Über die Bezüge zu dem Konflikt sagte Berger vor dem Kinostart im September 2022, siebeneinhalb Monate nach dem russischen Überfall auf die Ukraine: „Das Thema Krieg ist momentan natürlich sehr aktuell. Aber der Film entstand vor allem, weil wir vor zweieinhalb Jahren das Gefühl hatten, dass eine gefährliche Stimmung von Nationalismus aufkommt: Die Europäische Union zerfällt, rechtsextreme Parteien kommen auf, Orban in Ungarn, Trump in Amerika, Brexit – plötzlich werden Institutionen, die uns 70 Jahre Frieden beschert haben, durch Demagogie und Propaganda infrage gestellt. Wir fanden es relevant, zu zeigen, wohin eine solch aufgeladene nationalistische Stimmung und Sprache schnell führen kann.“ Der Stoff sei so „leider relevanter“ geworden, als sie es erwartet hatten, so der Regisseur.

### Erzählung des Krieges
Die zu Beginn des Films gezeigten Bilder von dem gefallenen Soldaten, dessen Kleidung notdürftig geflickt und nach Hause geschickt wird, damit ein anderer Soldat sie tragen kann, ist ebenso ein Element, das den Kreislauf des Krieges verdeutlicht, wie Paul Bäumers letztlicher Tod. Es gibt in dem Film kein Happy End, bemerkt Sarah Milner, eigentlich überhaupt kein Ende, weil beim Tod des einen Soldaten immer ein anderer Soldat an seine Stelle tritt, um den Zyklus fortzusetzen. Der Waffenstillstand hätte zwar die Kämpfe beendet, aber – wie in Bergers Film angedeutet würde – hätten die Bedingungen zu einem politisch instabilen Deutschland beigetragen, was die Bühne für die Übernahme durch die NSDAP und den anschließenden Ausbruch des Zweiten Weltkriegs bereitet hätte. Immer wieder werde eine nächste Generation von Soldaten in ein System eingespeist, korrumpiert durch eine falsche Ideologie und Nationalstolz, so Milner. Im Westen nichts Neues mache einem diese schreckliche Wahrheit bewusst und werfe die Frage auf, ob es der Menschheit eines Tages gelingt, diesen Kreislauf ein für alle Mal zu beenden.

### Visualisierung des Krieges

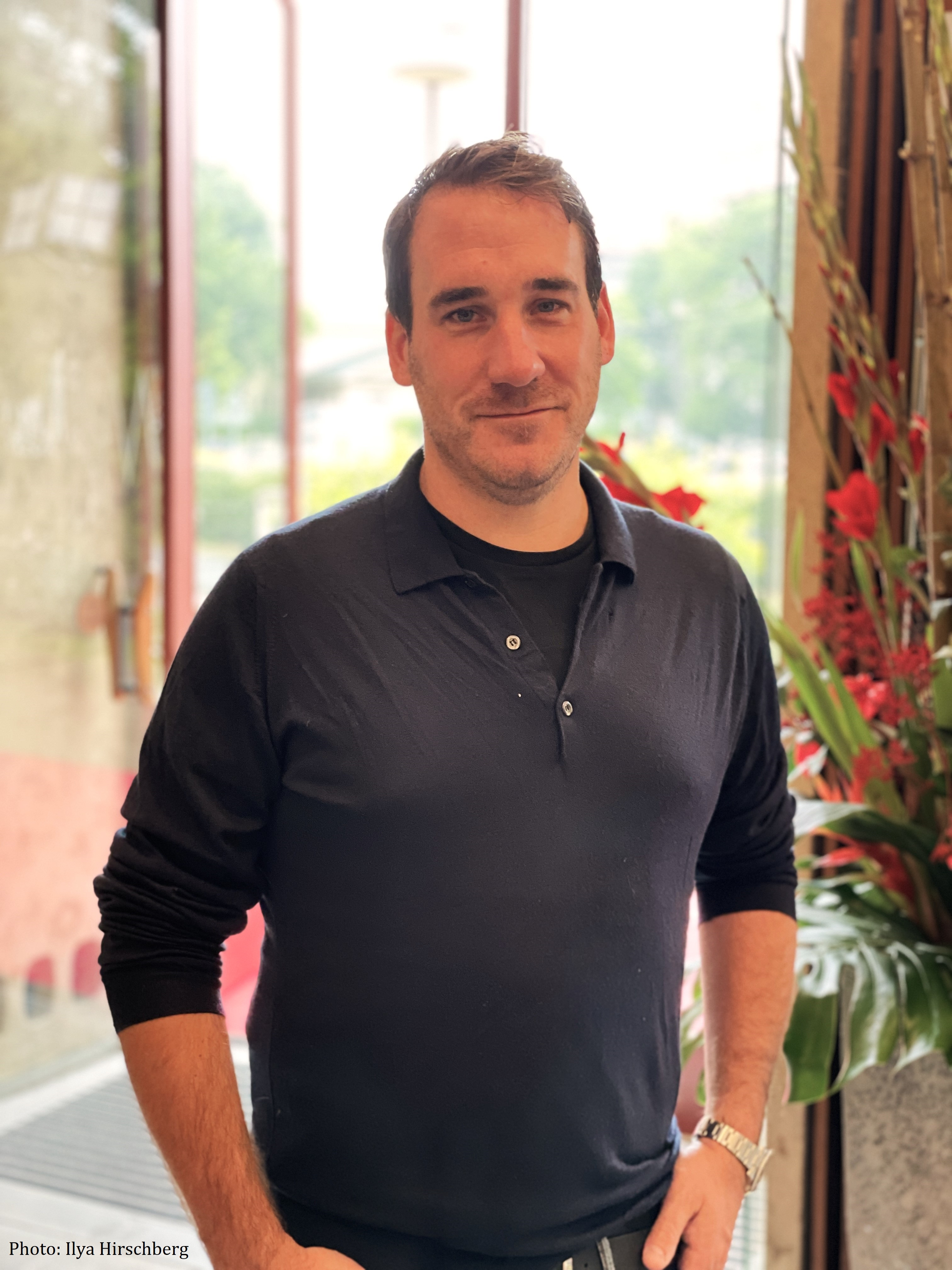
Kameramann James Friend

Anke Sterneborg von epd Film bemerkt, Edward Berger übertrage die Erfahrung des Kriegs direkt auf den Zuschauer, wenn er diese gemeinsam mit Paul und seinen Kriegskameraden die klamme Kälte, den nagenden Hunger, die Angst und das Grauen spüren lasse. In den Bildern, die Berger und der britische Kameramann James Friend erschaffen haben, sei der Krieg ein apokalyptisches Weltuntergangsszenario, das er mit der vollen Wucht des Kinos auf die Leinwand schleudere. Erde, Schlamm und Körper würden dabei zu einer einzigen Masse verschmelzen, die alle Farben ausbleicht, bis der Farbfilm fast schwarz-weiß erscheine. In einer dpa-Kritik heißt es hierzu, Berger inszeniere die Kriegswelt so kunstvoll, dass sie in ihrer Monochromie fast schön wirke, mit einer Palette von braunem Schlamm über rostrotes Blut bis zu schwarzem Rauch. Die bildgewaltigen Schlachtszenen würden denen in 1917 von Sam Mendes in nichts nachstehen.

## Rezeption

### Altersfreigabe
In Deutschland wurde der Film von der FSK ab 16 Jahren freigegeben. In der Freigabebegründung heißt es, der Film lasse sich Zeit, um die Hauptfiguren vorzustellen, und schildere dann in geradliniger, überwiegend ruhiger Erzählweise die apokalyptischen Schrecken und die Hoffnungslosigkeit des Kriegsalltags. In diesem beklemmenden Kontext stelle die Drastik einiger Bilder für junge Zuschauer eine Herausforderung dar.
Da die Handlung nie effekthascherisch oder spekulativ sei, während die pazifistische Aussage des Films unmissverständlich klar werde und die Darstellung von Freundschaft emotionalen Halt biete, könnten 16-Jährige den Film ohne Beeinträchtigungen verarbeiten.
Vom British Board of Film Classification wurde er ab 15 Jahren freigegeben.
In den USA erhielt der Film von der MPAA ein R-Rating, was einer Freigabe ab 17 Jahren entspricht.
Sarah Milner bemerkt hierzu in ihrer Kritik, Bergers Film zeige viel, viel mehr Gewalt als frühere Verfilmungen des Romans und sei nichts für schwache Nerven: „Allein das Anschauen des intensiven Blutvergießens und Leidens auf der großen Leinwand reicht aus, um jedem Albträume zu bereiten. Noch bedrückender ist jedoch, sich daran zu erinnern, wie viele Menschen das tatsächlich durchgemacht haben.“

### Kritiken und Abrufzahlen
Der Film wurde von 90 Prozent aller bei Rotten Tomatoes erfassten Kritiker positiv bewertet mit durchschnittlich 8,1 der möglichen 10 Punkte.
Auf Metacritic erhielt der Film einen Metascore von 76 von 100 möglichen Punkten.

Regisseur Edward Berger

In Deutschland erhielt der Film mehrere schlechte Kritiken, so schrieb die Süddeutsche Zeitung unter anderem: „Kein Buch ist so gut, dass man daraus nicht einen schlechten Film machen könnte“. Weiter kritisierte Hubert Wetzel, dass der Film mit der Romanvorlage wenig gemein habe. Berger habe nach Belieben Figuren hinzugefügt, zentrale Charaktere und Szenen dagegen weggelassen und den Schluss so verändert, dass Titel und Inhalt keine Verbindung zueinander mehr hätten.
Der Militärhistoriker Sönke Neitzel hält den Film für „fehlerhaft, klischeebeladen und wenig authentisch“. Dass der General beispielsweise zwei Stunden vor der Kapitulation den Gegenangriff befehle, bezeichnet Neitzel als eine „Karikatur“ und unsinnige „Erzählung von der bösen Generalität und den armen Soldaten, die geopfert werden“. Bei einer Szene, in der bei den Franzosen Soldaten aus Nordafrika auftauchen, gebe der Film eine Diversität vor, die „historisch schlicht falsch“ sei, da es in der französischen Armee eine „klare Rassentrennung“ gegeben habe.
Allgemein komme im Film praktisch nichts davon vor, „was die Forschung über das Kriegsende, die mangelnde Moral und den Rückzug ab dem 18. Juni herausgearbeitet“ habe. Für die im Film gezeigten Kampfszenen „hätte man sich sicherlich mehr militärischen Rat einholen müssen“. Neitzel weiter: „Es gab Flammenwerfer, es gab Infanterie, es gab Maschinengewehre und so weiter. Aber die Komposition, die sie in diesem Film daraus machen, finde ich ziemlich schwach.“
Pete Hammond von Deadline bemerkt, der Film sehe, insbesondere wegen seiner Kampfszenen, viel teurer aus als die tatsächlichen Produktionskosten nahelegen. Die Geschichte bleibe in der Inszenierung Edward Bergers so kraftvoll wie eh und je und gewinne sogar in dieser Zeit, in der in der Ukraine ein weiterer Krieg in Europa geführt wird. Der Film zeige, dass Krieg kein Videospiel ist. Es sei immer schwierig, einen Klassiker neu zu verfilmen, so Hammond, doch Regisseur Berger und den Drehbuchautoren Lesley Paterson und Ian Stokell sowie seinem Team könne zu diesem Versuch gratuliert werden: „Warum nicht mal diese sehr deutsche Geschichte aus deutscher Sicht erzählen? Es ist überraschend, dass dies noch nie zuvor gemacht wurde, aber es wurde jetzt mit einem Film gemacht, der dank der feinen Kinematografie von James Friend, dem Produktionsdesign von Christian M. Goldbeck und einer großartigen Filmmusik von Volker Bertelmann sehr ausgefeilt aussieht.“
Thomas Schultze von Blickpunkt:Film schreibt, Im Westen nichts Neues sei „ein besonders immersives Filmerlebnis“, weil man diesen Kriegsfilm sieht, aber genauso hört und spürt, im Bauch und im ganzen Körper. Es sei unmöglich, nicht von diesen gewaltigen und doch so nüchternen Bildern mitten ins Zentrum getroffen zu werden. Der Film zeige den Krieg im Allgemeinen in all seiner Grausamkeit und Erbärmlichkeit und den Ersten Weltkrieg im Besonderen als einzige Knochenmühle, die nur verbrannte Erde hinterlässt. Felix Kammerer sei eine Entdeckung.
Die Deutsche Film- und Medienbewertung zeichnete Im Westen nichts Neues mit dem Prädikat „besonders wertvoll“ aus. Sie hebt das eindrucksvoll von Edward Berger und seinem Kameramann James Friend etablierte Setting des Schützengrabens hervor. Die Aufnahmen von Friend seien so präzise und exakt komponiert, dass sie fast schön wirkten inmitten all dieser Grausamkeit, und auf der Soundebene erzeuge eine wiederkehrende basslastige Melodie eine gruselige vorahnende Angststimmung. Bei den Schauspielern seien es vor allem die Nachwuchsdarsteller, die als junge Soldaten überzeugten, wobei Felix Kammerer in der Rolle von Paul Bäumer heraussteche.
Nach seinem Start bei Netflix Ende Oktober 2022 erreichte Im Westen nichts Neues in den ersten drei Tagen 31,5 Millionen Abrufstunden und stand damit auf Platz eins der nicht-englischsprachigen Filmcharts des Streamingdienstes.
In 90 Ländern gelangte der Film in dieser Woche in die Top 10 der Netflix-Charts.
In die deutschen VoD-Charts stieg der Film mit 2,77 Millionen Views auf Platz drei ein.
In den Allzeit-Charts befindet sich Im Westen nichts Neues mit insgesamt 101,1 Millionen Abrufstunden auf Platz drei unter den nicht-englischsprachigen Filmen.

### Einsatz im Unterricht
Das Onlineportal kinofenster.de ernannte Im Westen nichts Neues zum Film des Monats November 2022 und empfiehlt den Film ab der 11. Klasse für die Unterrichtsfächer Deutsch, Ethik, Geschichte, Politik und Kunst und bietet Materialien zum Film für den Unterricht. Dort schreibt Philipp Bühler, der Film wirke geradezu bereinigt von jeglichen Zeitumständen, mit denen sich ein jugendliches Publikum heute nicht mehr identifizieren kann. Zudem thematisiere er die traumatische, für Remarque zentrale Wirkung der Fronterfahrung auf die Psyche der Weimarer Republik, und auch die zum Verständnis elementare Szene, in der Paul in einem von ihm getöteten Franzosen sein eigenes Schicksal erkennt, fehle nicht. So sei Im Westen nichts Neues ein entschiedener Antikriegsfilm, der Remarques zeitlos aktuelle Anklage von Nationalismus, Militarismus und Krieg letztlich beeindruckend umsetze.

### Filmförderung
Der Film war zwar der erste deutsche Spielfilm, der vier Academy Awards gewann, allerdings wurde er ohne Mittel aus der deutschen Filmförderung produziert.
Der Erfolg des Films wurde im Zusammenhang mit der angekündigten Reform des Filmförderungssystems diskutiert.

### Auszeichnungen
Im August 2022 wurde Im Westen nichts Neues von einer Jury von german films als deutscher Beitrag für die Kategorie Bester Internationaler Film der Oscarverleihung 2023 ausgewählt.
Es hatte sich gegen acht andere Filme aus Deutschland durchgesetzt.
Am 24. Januar 2023 wurde der Film von der Academy of Motion Picture Arts and Sciences in neun Kategorien nominiert, darunter auch für den besten Film. Damit stellt Im Westen nichts Neues gleich zwei Rekorde bei den Oscars auf: Noch nie hatte ein deutscher Film mehr Nominierungen und es ist das erste Mal, dass ein deutscher Film als bester Film nominiert wurde. Letztlich gewann der Film in vier der neun Kategorien.
Bei der Verleihung der British Academy Film Awards 2023 gewann der Film in sieben Kategorien – unter anderem als Bester Film und für die Beste Regie – was zugleich auch einen neuen Rekord bedeutete: Nie zuvor gewann ein nicht-englischsprachiger Film so viele britische Filmpreise.
Im selben Jahr erhielt Im Westen nichts Neues bei der Verleihung des Deutschen Filmpreises mit zwölf die meisten Nominierungen. Bergers Regiearbeit gewann mit neun Lolas auch die meisten Auszeichnungen.
In der IndieWire Critics Poll des Jahres 2022 landete Im Westen nichts Neues unter den internationalen Filmen auf dem vierten Platz.
Im Folgenden eine Auswahl von Nominierungen und Auszeichnungen.
Alliance of Women Film Journalists Awards 2023
- Nominierung für das Beste adaptierte Drehbuch (Edward Berger, Lesley Paterson und Ian Stokell)
- Nominierung als Bester nichtenglischsprachiger Film[61]

Art Directors Guild Awards 2023
- Nominierung für das Beste Szenenbild eines Historienfilms (Christian M. Goldbeck)[62]

British Academy Film Awards 2023

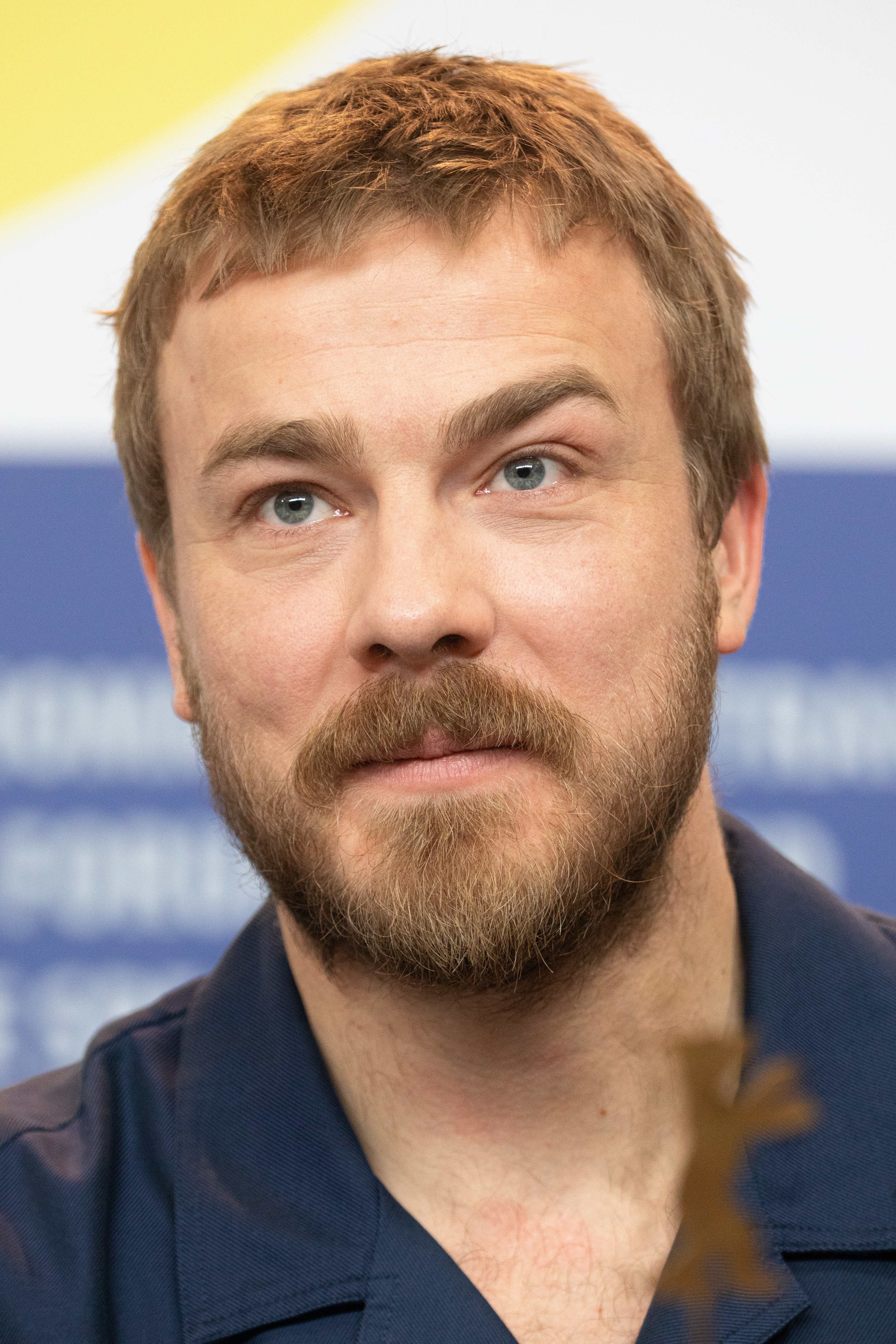
Albrecht Schuch spielt Stanislaus Katczinsky

- Auszeichnung als Bester Film (Malte Grunert)
- Auszeichnung als Bester fremdsprachiger Film (Edward Berger und Malte Grunert)
- Auszeichnung für die Beste Regie (Edward Berger)
- Auszeichnung für das Beste adaptierte Drehbuch (Edward Berger, Lesley Paterson und Ian Stokell)
- Auszeichnung für die Beste Kamera (James Friend)
- Auszeichnung für die Beste Filmmusik (Volker Bertelmann)
- Auszeichnung für den Besten Ton (Lars Ginzel, Frank Kruse, Viktor Prášil und Markus Stemler)
- Nominierung als Bester Nebendarsteller (Albrecht Schuch)
- Nominierung für den Besten Schnitt (Sven Budelmann)
- Nominierung für das Beste Szenenbild (Christian M. Goldbeck und Ernestine Hipper)
- Nominierung für die Besten visuellen Effekte (Markus Frank, Kamil Jafar, Viktor Müller und Frank Petzold)
- Nominierung für das Beste Kostümdesign (Lisy Christl)
- Nominierung für das Beste Make-up und die besten Frisuren (Heike Merker)
- Nominierung für das Beste Casting

Camerimage 2022
- Nominierung für den Goldenen Frosch[63]

Critics’ Choice Movie Awards 2023
- Nominierung als Bester fremdsprachiger Film[64]

Deutscher Filmpreis 2023
- Filmpreis in Silber in der Kategorie Bester Spielfilm (Malte Grunert)
- Auszeichnung für die Beste männliche Hauptrolle (Felix Kammerer)
- Auszeichnung für die Beste männliche Nebenrolle (Albrecht Schuch)
- Auszeichnung für die Beste Kamera/Beste Bildgestaltung (James Friend)
- Auszeichnung für die Beste Tongestaltung (Frank Kruse, Markus Stemler, Viktor Prášil, Lars Ginzel und Alexander Buck)
- Auszeichnung für die Beste Filmmusik (Volker Bertelmann)
- Auszeichnung für das Beste Szenenbild (Christian M. Goldbeck)
- Auszeichnung für das Beste Maskenbild (Heike Merker)
- Auszeichnung für die Besten visuellen Effekte (Frank Petzold und Viktor Müller)
- Nominierung für die Beste Regie (Edward Berger)
- Nominierung für den Besten Schnitt (Sven Budelmann)
- Nominierung für das Beste Kostümbild (Lisy Christl)

Eddie Awards 2023
- Nominierung für den Besten Schnitt in einem Filmdrama (Sven Budelmann)[65]

Europäischer Filmpreis 2022
- Auszeichnung mit dem Excellence Award für das Beste Make-up & Hair (Heike Merker)
- Auszeichnung mit dem Excellence Award für die Besten visuellen Effekte (Frank Petzold, Viktor Müller und Markus Frank)[66]

Golden Globe Awards 2023
- Nominierung als Bester fremdsprachiger Film

Golden Reel Awards 2023
- Auszeichnung in der Kategorie Outstanding Archievement in Sound Editing – Fremdsprachiger Film[67]

National Board of Review Awards 2022
- Auszeichnung für das Beste adaptierte Drehbuch (Edward Berger, Lesley Paterson und Ian Stokell)[68]

New Faces Awards 2023
- Auszeichnung mit dem Sonderpreis der Jury (Felix Kammerer)

Newport Beach Film Festival 2022
- Auszeichnung für die Beste Kameraarbeit[69]

Online Film Critics Society Awards 2023
- Nominierung als Bester nicht-englischsprachiger Film

Oscarverleihung 2023
- Auszeichnung als Bester internationaler Film
- Auszeichnung für die Beste Kamera (James Friend)
- Auszeichnung für die Beste Filmmusik (Volker Bertelmann)
- Auszeichnung für das Beste Szenenbild (Christian M. Goldbeck und Ernestine Hipper)
- Nominierung als Bester Film
- Nominierung für das Beste adaptierte Drehbuch (Edward Berger und Ian Stokell)
- Nominierung für den Besten Ton
- Nominierung für die Besten visuellen Effekte (Markus Frank, Kamil Jafar, Viktor Müller und Frank Petzold)
- Nominierung für das Beste Make-up und die besten Frisuren (Heike Merker)

World Soundtrack Awards 2023
- Nominierung als Film Composer of the Year (Volker Bertelmann, auch für War Sailor und Memory of Water)[70]